# Élections générales albertaines de 1967
L'élection générale albertaine de 1967 eut lieu le 23 mai 1967 afin d'élire les députés de l'Assemblée législative de l'Alberta.

## Résultats
| Parti                      | Parti                                 | Chef                                  | # de candidats | Sièges | Sièges | Sièges  | Voix    | Voix    | Voix    |
| Parti                      | Parti                                 | Chef                                  | # de candidats | 1963   | Élus   | % Diff. | #       | %       | % Diff. |
| -------------------------- | ------------------------------------- | ------------------------------------- | -------------- | ------ | ------ | ------- | ------- | ------- | ------- |
|                            | Crédit social                         |                                       | 65             | 60     | 55     |         | 222 270 | 44,60 % |         |
|                            | Progressiste-conservateur             |                                       | 47             | -      | 6      |         | 129 544 | 26,00 % |         |
|                            | Libéral                               |                                       | 45             | 2      | 3      | +50 %   | 53 847  | 10,81 % |         |
|                            | Indépendant                           | Indépendant                           | 7              | -      | 1      |         | 6 916   | 1,38 %  |         |
|                            | Nouveau Parti démocratique            |                                       | 65             | -      | -      | -       | 79 610  | 15,98 % |         |
|                            | Coalition                             |                                       | 2              | 1      | -      | -100 %  | 3 654   | 0,73 %  |         |
|                            | Progressiste-conservateur indépendant | Progressiste-conservateur indépendant | 2              | *      | -      | *       | 1 118   | 0,22 %  | *       |
|                            | Libéral/Progressiste-conservateur     | Libéral/Progressiste-conservateur     | 1              | -      | -      | -       | 699     | 0,14 %  |         |
|                            | Crédit social indépendant             | Crédit social indépendant             | 2              | -      | -      | -       | 693     | 0,14 %  |         |
| Total                      | Total                                 | Total                                 | 236            | 63     | 65     |         | 498 351 | 100 %   |         |
| Source : Elections Alberta |                                       |                                       |                |        |        |         |         |         |         |

Notes :
* N'a pas présenté de candidats lors de l'élection précédente